# Dryopteris takeuchiana
Dryopteris takeuchiana är en träjonväxtart som beskrevs av Gen'ichi Koidzumi. Dryopteris takeuchiana ingår i släktet Dryopteris och familjen Dryopteridaceae. Inga underarter finns listade.